# Abenteuer im Nachtexpreß
Abenteuer im Nachtexpreß ist ein deutscher Kriminal- und Abenteuerstummfilm von und mit Harry Piel aus dem Jahre 1925.

## Handlung
Harry hat mit seinem Auto eine Panne. Er besteigt als blinder Passagier den nächsten Zug, einen Nachtexpress. Dort treibt gerade eine Bande ihr Unwesen. Diese hat einem mitreisenden Minenbesitzer ein wichtiges Dokument gestohlen, das Harry ihr wieder abjagt, um es dem Besitzer später, gegen ein beachtliches Sümmchen, wieder zurückzugeben.
Ehe es aber so weit kommt, gerät Harry in die Fänge einer adeligen Lebedame, die einen Racheplan ausführen will. Durch ihre Aktion entsteht rasch der Eindruck, dass Harry ein Dieb sei. Bei einer weiteren jungen Dame kann der Tausendsassa Harry hingegen all seinen herben Charme als männlicher Beschützer ausspielen.

## Produktionsnotizen
Abenteuer im Nachtexpreß passierte am 18. Dezember 1925 die erste Zensurprüfung und wurde mit einem Verbot belegt. Am 21. Dezember 1925 erfolgte die zweite Prüfung nach Schnitten an dem ursprünglich 3308 Meter langen Film und die Freigabe mit Jugendverbot. Im Rahmen einer Presse-Nachtvorstellung wurde der Streifen am 23. Dezember 1925 im Capitol uraufgeführt. Der Publikumsstart erfolgte am ersten Weihnachtstag im Marmorhaus. Der Film besaß acht Akte und war mit 3284 Metern über zwei Stunden lang. In Österreich kam am 12. Februar 1926 eine mit rund 2750 Metern Laufzeit deutlich gekürzte Fassung in die Kinos.
Die Bauten stammen von Kurt Richter und Fritz Kraencke. Drehbuchautor Edmund Heuberger hatte auch die Aufnahmeleitung. Hauptdarstellerin Dary Holm wurde 1927 Piels Gattin.

## Kritik
Paimann’s Filmlisten resümierte: „Das Sujet ist wieder echt Harry Piel: es beginnt äußerst verheißungsvoll, endet mit einer tollen Jagd und gewährt diversen durcheinanderlaufenden Handlungen Raum. Das Ganze ist von seltener Spannung, im nötigen Tempo furioso inszeniert und gut gespielt, mit vielen heiteren Intermezzi. Die Aufmachung ist mit Ausnahme zweier kurzen Szenen sauber, die Photographie in den Nachtaufnahmen auf bemerkenswerter Höhe.“